# Charles Dietz
Pour les articles homonymes, voir Dietz.
Charles Dietz, ingénieur allemand, constructeur de voitures à vapeur, est né à Darmstadt en landgraviat de Hesse-Darmstadt en 1801 et décédé en 1888. 
Son père, Jean Chrétien Dietz (1778-1849), était ingénieur, installé à Emmerich am Rhein et inventeur de plusieurs instruments de musique et d'une machine d’assèchement. Il fut appelé par Napoléon en 1812 pour participer à la construction du canal du Midi. En 1819, il s’établit à Bruxelles pour construire des machines à vapeur et hydrauliques.

## Biographie
Suivant les traces de son père, Charles Dietz se spécialise dans l’invention d'instruments de musique, et prend sa relève, dès 1832, dans la construction de machines à vapeur, se spécialisant dans les voitures à vapeur et plus particulièrement les diligences à vapeur.
En 1830 il invente, un « remorqueur à chaudière » à trois roues baptisé Protée, pesant 10 tonnes, mû par une chaudière tubulaire à vapeur, et capable de tirer deux diligences d’une quarantaine de personnes à 8 kilomètres à l'heure, consommant 160 kg de coke à l'heure, mais la Révolution française de 1830 retarde ses projets. Alors, Charles Dietz expérimente son « remorqueur à chaudière » Protée en Grande-Bretagne, mais une loi interdit « à tous véhicules sans chevaux de circuler, s'ils ne sont précédés d'un homme à pied, muni d'un drapeau rouge et d'une cloche ». Dietz s’installe donc à Paris et ouvre plusieurs lignes régulières. Pour améliorer le confort des passagers, il interpose au niveau des roues, entre la jante de bois et le cercle d'acier, une couche de feutre goudronné ou de liège puis de caoutchouc, des joues latérales boulonnées sur la jante, qui empêchent le cercle en acier de se déboîter. Il a inventé, sans le savoir, l’ancêtre du pneu…Michelin.
- En 1834 il crée la ligne omnibus « Rond-point des Champs-Élysées, parc de Saint-Germain ».

Témoignage d’un journaliste : Dietz prend le départ au rond-point des Champs-Élysées, arrivé à Neuilly, 17 minutes plus tard, il fait le plein d'eau en 8 minutes avant de repartir pour Nanterre. La foule regarde passer avec terreur ce véhicule étrange. Poursuivant sa route, Dietz met 13 minutes pour grimper la côte de Saint-Germain et 5 minutes pour la redescendre sans freins !  Il écrira : « Les perspectives d'une telle machine sont incalculables. »
- En 1835 d’autres services réguliers automobiles sont mis en place en France tels que « Paris-Versailles » et « Bordeaux-Libourne ».

## Sources historiques
- Historama, revue mensuelle no 210 d'avril 1969